# 216 до н. е.

## Події
- 2 серпня — Карфагенські війська під керівництвом Ганнібала у битві біля Канн розбили 80-тисячну армію римлян, нанісши їм найтяжчу за всю історію поразку — карфагеняни втратили 5700 чоловік, а римляни — майже 50 тисяч. Консул Луцій Емілій Павло загинув, а Гай Теренцій Варрон врятувався. Після поразки диктатором в Римі був призначений Марк Юній Пера.
- В результаті успішних дій проти Ахея[en] Антіох III повернув собі Велику Фригію.
- Битва при Нолі (216 до н. е.)

### Астрономічні явища
- 31 січня. Повне сонячне затемнення.[1]
- 26 липня. Кільцеподібне сонячне затемнення.[1]

## Померли
- Гелон II, співправитель Сіракуз